# Ейтенз (Огайо)
Ейтенз (англ. Athens) — місто (англ. city) в США, в окрузі Афіни штату Огайо. Населення — 23 849 осіб (2020).

## Географія
Ейтенз розташований за координатами 39°19′34″ пн. ш. 82°5′53″ зх. д. / 39.32611° пн. ш. 82.09806° зх. д. (39.326001, -82.098007). За даними Бюро перепису населення США в 2010 році місто мало площу 26,02 км², з яких 25,45 км² — суходіл та 0,57 км² — водойми.

## Демографія
Згідно з переписом 2010 року, у місті мешкали 23 832 особи в 6903 домогосподарствах у складі 1842 родин. Густота населення становила 916 осіб/км². Було 7391 помешкання (284/км²).
Расовий склад населення:
| - 86,4 % — білих - 6,1 % — азіатів - 4,4 % — чорних або афроамериканців - 0,2 % — корінних американців |

До двох чи більше рас належало 2,3 %. Частка іспаномовних становила 2,4 % від усіх жителів.
За віковим діапазоном населення розподілялося таким чином: 5,8 % — особи молодші 18 років, 89,9 % — особи у віці 18—64 років, 4,3 % — особи у віці 65 років та старші. Медіана віку мешканця становила 21,6 року. На 100 осіб жіночої статі у місті припадало 100,0 чоловіків; на 100 жінок у віці від 18 років та старших — 100,1 чоловіків також старших 18 років.
Середній дохід на одне домашнє господарство становив 39 387 доларів США (медіана — 19 855), а середній дохід на одну сім'ю — 75 486 доларів (медіана — 62 734). Медіана доходів становила 46 188 доларів для чоловіків та 32 170 доларів для жінок. За межею бідності перебувало 56,9 % осіб, у тому числі 36,9 % дітей у віці до 18 років та 13,7 % осіб у віці 65 років та старших.
Цивільне працевлаштоване населення становило 10 326 осіб. Основні галузі зайнятості: освіта, охорона здоров'я та соціальна допомога — 46,2 %, мистецтво, розваги та відпочинок — 23,5 %, роздрібна торгівля — 10,5 %, науковці, спеціалісти, менеджери — 3,8 %.